# Phineas og Ferb
Phineas og Ferb (Phineas and Ferb) er en amerikansk musical-komedie tegnefilmserie, der handler om Phineas og hans stedbror Ferb, og deres eventyr i baghaven (og andre steder) i løbet af deres sommerferie. Serien blev produceret af Disney Television Animation og blev først sendt den 17. august, 2007.

## Handling
Hvert Phineas & Ferb afsnit består af tre scenarier. Hovedscenariet fokuserer på Phineas og Ferb. Derudover er der to mindre scenarier, et om Candace og hendes venner, og et der involverer Agent P (Næbdyret Perry) og Dr. Doofenshmirtz.

### Phineas & Ferb-scenariet
Phineas Flynn og Ferb Fletcher er stedbrødre, der bor sammen med deres storesøster Candace Flynn og deres forældre, Linda Flynn og Lawrence Fletcher. De to brødre er ikke tilfredse med at kede sig i deres sommerferie, og derfor bruger de deres tid på projekter der er ud over det sædvanlige (F.eks. finde en mumie, bygge en rutsjebane i baghaven), sammen med deres venner Isabella (er forelsket i Phineas), Buford (bølle) og Baljeet(indisk nørd). Deres storesøster Candace er opmærksom på de aktiviteter hendes brødre har, og hun prøver altid at få dem i fedtefadet ved at sladre til deres mor. Det lykkes dog aldrig for hende, eftersom hver gang deres mor kommer for at se det brødrene har lavet, er det hele på mystisk vis forsvundet. De ting som Candace gør for at få Phineas & Ferb i problemer, bunder i jalousi, eftersom hun ved at hun ikke ville kunne slippe af sted med at gøre de samme ting.

### Agent P-subplot
Phineas og Ferb har et kæledyr (Næbdyret Perry). Perry er også hemmelig agent, med agentnavnet Agent P. Hans første optræden i hvert afsnit, kommer sædvanligvis lige efter en person (normalt Phineas) har spurgt "Hey, hvor er Perry?". Lige derefter skifter fokus til Perry, der gennem skjulte døre og tunneler (træer, skraldespande osv.) kommer ned til det underjordiske hovedkvarter, hvor han via en skærm modtager ordrer fra sin chef major Monogram. Der får Perry tildelt en opgave, der går ud på at undersøge hvad Dr. Doofenshmirtz har gang i, (tit er det også Perry der er skyld i kampene med Doofenschmirtz) på baggrund af nogle mistænkelige iagttagelser som han har gjort. De steder hvor Dr. Doofenschmirtz fører sine planer ud i livet, ligger ofte meget tæt på der hvor Phineas og Ferb er i gang med at fuldføre deres projekter. Når Agent P forpurrer Dr. Doofenshmirtzs planer, fører det som oftest til at alle beviser for, at Phineas & Ferb har haft gang i noget usædvanligt, forsvinder totalt, så deres mor lige akkurat ikke får det at se.

### Familien Doofenshmirtz
Dr. Heinz Doofenshmirtz (Doof) har en datter og en eks-kone. Datteren, Vanessa, prøver, ligesom Candace med Phineas og Ferb, at afsløre sin fars hemmelige planer over for sin mor, men moderen tror ikke på det, ligesom Linda Flynn ikke tror på Candace. Dr. Heinz Doofenshmirtz har også en bror, Rogder Doofenshmirtz, er borgmester i Danville. Dr. Heinz Doofenshmirtz planer, går tit ud på at ødelægge hans brors karriere som borgmester, og så vil han selv overtage Danville og Trekantsområdet (original: Tri-State Area).

### O.U.S.A
O.U.S.A (Organisationen Uden et Sejt Akronym (originaltitel: O.W.C.A) er en organisation med hemmelige dyreagenter. Der er mange forskellige agenter, f.eks. Agent W.(orm), Agent E.(ørn),
Agent W.(blåhval) og Agent P.(næbdyr). Lederen er Major Francis Monogram, og sammen med sin medhjælper, der er praktikant, Carl, sender de agenterne ud på missioner. Det ser dog ikke ud til at de har alt for mange opgaver, da de tit slapper af imens de briefer Agent P.

### Candace-subplot
Ind i mellem er der scener hvor Candace hænger ud sammen med sin veninde Stacy, eller prøver at komme i kontakt med Jeremy, som hun er forelsket i. Disse scener har ofte en sammenhæng med at Candace prøver at sladre om Phineas og Ferb.

## Afsnit
| Sæson | Sæson | Segmenter | Afsnit | Oprindelig sendt | Oprindelig sendt  |
| Sæson | Sæson | Segmenter | Afsnit | Start            | Slut              |
| ----- | ----- | --------- | ------ | ---------------- | ----------------- |
|       | 1     | 47        | 26     | 17. august 2007  | 18- februar 2009  |
|       | 2     | 65        | 38     | 19. februar 2009 | 11. februar 2011  |
|       | 3     | 62        | 35     | 4. marts 2011    | 30. november 2012 |
|       | 4     | 48        | 30     | 7. december 2012 | 12. juni 2015     |

## Specials

### Phineas and Ferb's Christmas Vacation
Phineas og Ferb planlægger at gøre den bedste jul nogensinde. Doofenshmirtz bygger en fræk maskine og gør Danville dårligt. Byen har nu for at få Santa at bringe dem gaver. Det oprindeligt havde premiere den 7. december 2009.

### Phineas and Ferb: Summer Belongs to You!
Det er den længste dag i året. Drengene rejser rundt i verden i 40 timer. Denne episode fokuserer på de Phineas-Isabella og Candace-Jeremy romantiske relationer. Den havde premiere den 2. august 2010 i USA og den 26. november 2010 i Danmark.

### Where's Perry? (Parts One and Two)
Familien og venner besøger Kenya. De går på en safari. Doofenshmirtz ligger Perry at han laver noget, men han var. Carl bliver ond og til sidst Perry forsvinder. Børnene falder ud fra en klippe. Candace mener Jeremy slår op med hende og bliver et vildt dyr. Første del premiere den 26. juli 2012 i USA og den 2. november 2012 i Danmark. Del to luftet den 24. august 2012 i USA og den 9. november 2012 i Danmark.

### Phineas and Ferb: Mission Marvel
Doofenshmirtz tager Marvel superheltenes beføjelser væk. De skumle skurke bruge dem til det onde. Phineas og Ferb nu nødt til at kæmpe! Iron Man, Thor, Hulk, Spider-Man, Red Skull, Venom, Whiplash, og MODOK er gæstestjerner. Uropført den 16. august 2013 i USA og den 8. og 29. november 2013 i Danmark.

## Medvirkende

### Danske stemmer
- Phineas: Oliver Ryborg
- Ferb: Carl Gustav Weyde Andersen
- Candace: Sara Poulsen
- Lawrence: (deres far): Martin Buch
- Linda (deres mor): Louise Herbert
- Stacy, Vanessa Doofenshmirtz: Annevig Schelde Ebbe
- Isabella: Martine Hjejle
- Dr. Doofenshmirtz: Allan Klie
- Norm, Bufort Van Storm: Julian Kellerman
- Major Monogram: Peter Aude
- Olivia Emily Helleskov Batko
- Vibeke Dueholm
- Caspar Phillipson
- Lasse Lunderskov
- Jan Tellefsen
- Christian Damsgaard
- Caroline Sophie Fage Martin
- Simon Nøiers
- Malte Milner Find
- Michael Hasselflug

## Produktion
Serien er skabt af Jeff Swampy Marsh (The Simpsons) og Dan Povenmire (Family Guy). De danske episoder er med nogle få undtagelser oversat af Morten Holm-Nielsen, titelsangen er oversat af Trine Dansgaard og Jette Sophie Sievertsen har instrueret.

## Hjemmeudgivelser
DVDs når Sandrew Metronome.
- 1.Tinglotænter(Sandrew Metronome)
- 2.Liggeøtmegger(Sandrew Metronome)